# Kitchee SC
Kitchee Sports Club (kinesiska: 傑志體育會) är en hongkongsk sportklubb mest känd för sin fotbollssektion. Klubben grundades 1931 och spelar i Hong Kong Premier League, med Mong Kok Stadium som hemmaplan.

## Meriter
Hong Kong First Division League och Hong Kong Premier League
Vinnare (11): 1947/1948, 1949/1950, 1963/1964, 2010/2011, 2011/2012, 2013/2014, 2014/2015, 2016/2017, 2017/2018, 2019/2020, 2020/2021
Hong Kong Senior Challenge Shield
Vinnare (5): 1949/1950, 1953/1954, 1959/1960, 1963/1964, 2005/06
Hongkongsk FA-cupen
Vinnare (2): 2011/2012, 2012/2013
Hong Kong League Cup
Vinnare (3): 2005/2006, 2006/2007, 2011/2012
Hongkongsk Säsong slutspel
Vinnare (1): 2012/2013
Hongkongsk Community Shield
Vinnare (1): 2009

## Placering senaste säsonger
Hong Kong First Division League
| Säsong  | Nivå | Liga                            | Placering | Webbplats | Notering |
| ------- | ---- | ------------------------------- | --------- | --------- | -------- |
| 2007/08 | 1    | Hong Kong First Division League | 6         | [ 1 ]     |          |
| 2008/09 | 1    | Hong Kong First Division League | 2         | [ 2 ]     |          |
| 2009/10 | 1    | Hong Kong First Division League | 3         | [ 3 ]     |          |
| 2010/11 | 1    | Hong Kong First Division League | 1         | [ 4 ]     |          |
| 2011/12 | 1    | Hong Kong First Division League | 1         | [ 5 ]     |          |
| 2012/13 | 1    | Hong Kong First Division League | 2         | [ 6 ]     |          |
| 2013/14 | 1    | Hong Kong First Division League | 1         | [ 7 ]     |          |

Hong Kong Premier League
| Säsong  | Nivå | Liga                     | Placering | Webbplats | Notering                  |
| ------- | ---- | ------------------------ | --------- | --------- | ------------------------- |
| 2014/15 | 1    | Hong Kong Premier League | 1         | [ 8 ]     |                           |
| 2015/16 | 1    | Hong Kong Premier League | 2         | [ 9 ]     |                           |
| 2016/17 | 1    | Hong Kong Premier League | 1         | [ 10 ]    |                           |
| 2017/18 | 1    | Hong Kong Premier League | 1         | [ 11 ]    |                           |
| 2018/19 | 1    | Hong Kong Premier League | 4         | [ 12 ]    |                           |
| 2019/20 | 1    | Hong Kong Premier League | 1         | [ 13 ]    |                           |
| 2020/21 | 1    | Hong Kong Premier League | 1         | [ 14 ]    |                           |
| 2021/22 | 1    | Hong Kong Premier League | X         | [ 15 ]    | Ligan avbruten (pandemin) |
| 2022/23 | 1    | Hong Kong Premier League | 1         | [ 16 ]    |                           |
| 2023/24 | 1    | Hong Kong Premier League | 4         | [ 17 ]    |                           |

## Färger
Kitchee SC spelar i blå trikåer, bortastället är vit.
| KITCHEE SC | KITCHEE SC |

### Dräktsponsor
- 2003–2004 : Diadora
- 2004–2008 : Mizuno
- 2008–nutid (2023): Nike

### Trikåer
|  | 2017–2018 (Hemmakit) | 2017–2018 (Bortaställ) | 2019–2020 (Hemmakit) | 2019–2020 (Bortaställ) | 2020–2021 (Hemmakit) | 2020–2021 (Bortaställ) | 2021–2022 (Hemmakit) | 2021–2022 (Bortaställ) |